# Minnesota Thunder
O Minnesota Thunder foi um clube norte americano de futebol, da cidade de Blaine, Minnesota e foi fundado em 1990.

## Títulos
- A-League:
  - Títulos (1): 1999
  - Vices (3):1998, 2000, 2003
- U.S. Open Cup:
  - Semifinais (1): 2005
  - Quartas de final (1): 2004
- USISL - Sizzling Nine:
  - Vices (2): 1994, 1995